# Chaumes-en-Brie
Chaumes-en-Brie ist eine französische Gemeinde mit 3452 Einwohnern (Stand: 1. Januar 2022) im Département Seine-et-Marne der Region Île-de-France. Sie gehört zum Arrondissement Melun und zum Kanton Fontenay-Trésigny. Die Einwohner werden Calmétiens genannt.

## Geographie
Chaumes-en-Brie liegt etwa 50 Kilometer östlich von Paris in der Landschaft Brie am Fluss Yerres, in den hier sein Zufluss Breon einmündet. Umgeben wird Chaumes-en-Brie von den Nachbargemeinden Fontenay-Trésigny im Norden, Bernay-Vilbert im Osten, Courtomer im Südosten, Argentières, Beauvoir und Verneuil-l’Étang im Süden, Guignes und Yèbles im Südwesten sowie Ozouer-le-Voulgis im Westen und Nordwesten.
Durch die Gemeinde führt die Route nationale 36.

## Bevölkerungsentwicklung
| Jahr      | 1962 | 1968 | 1975 | 1982 | 1990 | 1999 | 2006 | 2017 |
| Einwohner | 1665 | 1792 | 1823 | 2139 | 2500 | 2743 | 2958 | 3242 |

## Sehenswürdigkeiten

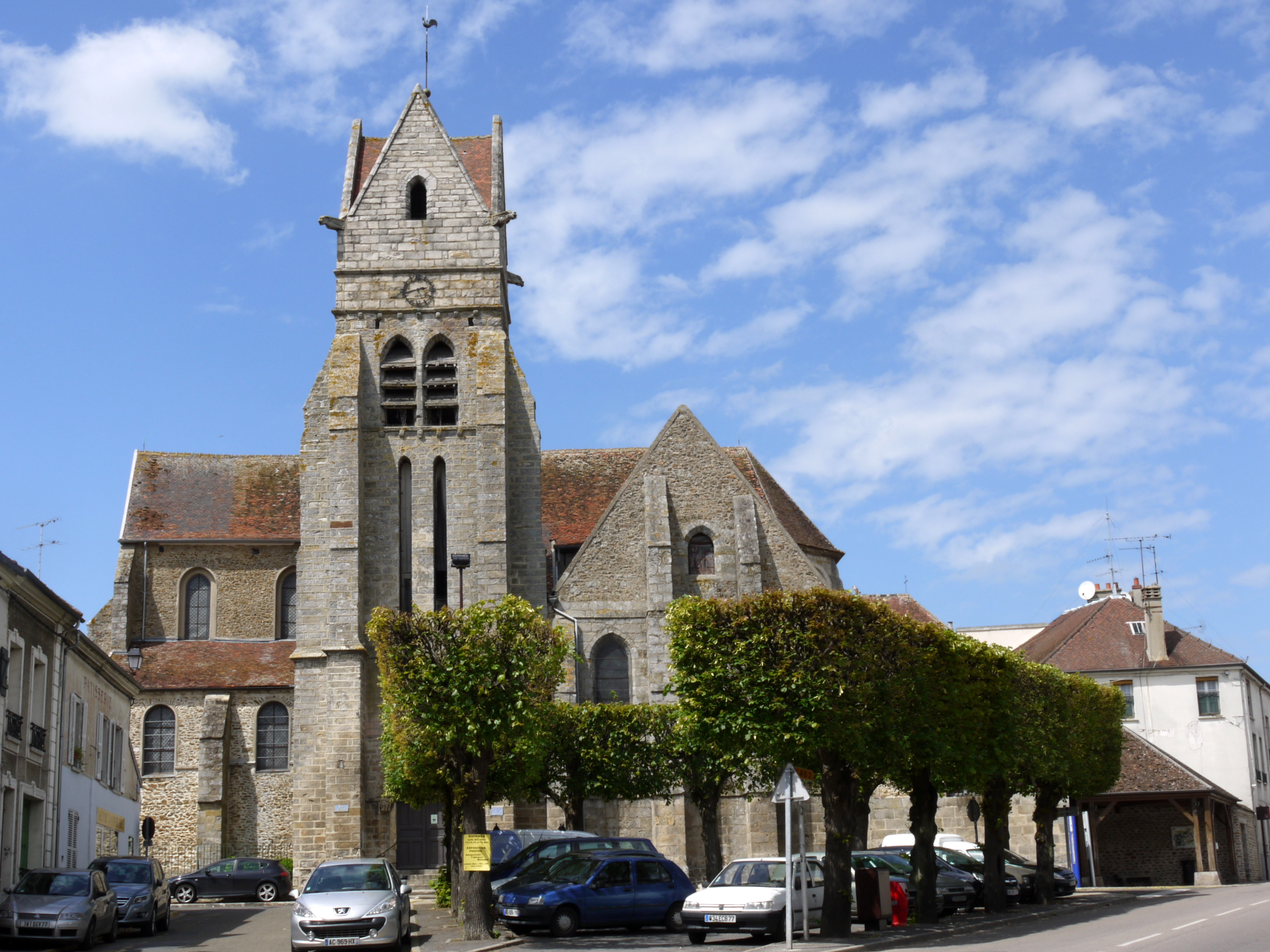
Kirche Saint-Pierre-Saint-Paul

- Kirche Saint-Pierre-Saint-Paul, weitgehend aus dem 13. Jahrhundert
- Abtei Saint-Pierre, königliche Klostergründung aus dem 6. Jahrhundert durch Childebert I. und Chlothar I., nach Zerstörung durch Brand 1181 neu errichtet, seit 2011 Schule
- Schloss Arcy, ursprünglich aus dem 13. Jahrhundert (Portal von 1257), wieder errichtet 1896
- Schloss Maurevert aus dem 18. Jahrhundert
- Gutshöfe Forest und Grange Saint-Pierre

Siehe auch: Liste der Monuments historiques in Chaumes-en-Brie

## Persönlichkeiten
- Die Familie Couperin, insbesondere Louis Couperin (1626–1661), Komponist
- Joseph Pouteau de Forqueray (1739–1823), Komponist, Organist und Musikpädagoge